# Euhesma flavocuneata
Euhesma flavocuneata là một loài Hymenoptera trong họ Colletidae. Loài này được Cockerell mô tả khoa học năm 1915.